# Seeschlacht bei Fehmarn (1715)
1. Phase: Schwedische Dominanz (1700–1709)
Dänischer Kriegsschauplatz (1700)
Humlebæk • Tönning I 
Livländ./ Estnischer Kriegsschauplatz (1700–1708)
Riga I • Jungfernhof • Varja • Pühhajoggi • Narva • Petschora • Düna • Rauge • Erastfer • Hummelshof • Embach • Tartu • Narva II • Wesenberg I • Wesenberg II
Ingermanländ./ Finnischer Kriegsschauplatz (ab 1701)
Archangelsk • Ladogasee • Nöteborg • Nyenschanz • Newa • Systerbäck • Petersburg • Wyborg I • Porvoo • Newa II • Koporje II • Kolkanpää
Litauisch-weißrussischer Kriegsschauplatz (1702–1706)
Vilnius • Saladen • Jakobstadt • Gemauerthof • Mitau • Grodno I • Olkieniki • Njaswisch • Klezk • Ljachawitschy
Polnischer Kriegsschauplatz (1702–1706)
Klissow • Pułtusk • Thorn • Lemberg • Warschau • Posen • Punitz • Tillendorf • Rakowitz • Praga • Fraustadt • Kalisch 
Russischer Kriegsschauplatz (1708–1709)
Grodno II • Golowtschin • Moljatitschi • Rajowka • Lesnaja • Desna • Baturyn • Koniecpol • Weprik • Opischnja • Krasnokutsk • Sokolki • Poltawa I • Poltawa II
2. Phase: Schweden in der Defensive (1710–1721)
Baltischer und Finnischer Kriegsschauplatz (bis 1714)
Riga II • Wyborg II • Pernau • Kexholm • Reval • Hogland • Pälkäne • Storkyro • Nyslott • Hanko 
Schwed./Norwegischer Kriegsschauplatz (1710–1721)
Helsingborg • Køge-Bucht • Bottnischer Meerbusen • Frederikshald I • Dynekilen-Fjord • Göteborg I • Strömstad • Trondheim • Frederikshald II • Marstrand • Ösel • Göteborg II • Södra Stäket • Grönham • Sundsvall
Norddeutscher Kriegsschauplatz (1711–1716)
Elbing • Wismar I • Lübow • Stralsund I • Greifswalder Bodden I • Stade • Rügen • Gadebusch • Altona • Tönning II • Stettin • Fehmarn • Wismar II • Stralsund II • Jasmund • Peenemünde • Greifswalder Bodden II • Stresow 
Die Seeschlacht bei Fehmarn war ein Seegefecht im Großen Nordischen Krieg. Am 13. Apriljul. / 24. April 1715greg. trafen in der Meerenge zwischen den Inseln Fehmarn und Lolland ein dänisches Seegeschwader unter der Führung des Schoutbynacht (Konteradmiral) Christian Carl Gabel und eine schwedische Flottille unter dem Befehl von Schoutbynacht Carl Hans Wachtmeister aufeinander. Die dänisch-norwegische Flottille gewann das Gefecht.

## Hintergrund
Seit der Wende des Krieges nach der Schlacht bei Poltawa (1709) befand sich Schweden in der Defensive. Eine Koalition aus Dänemark, Sachsen und Russland ging gegen die schwedischen Besitzungen im Heiligen Römischen Reich vor und drängte die schwedischen Kräfte in den wenigen Hauptfestungen Wismar, Stettin und Stralsund (sowie die dahinter liegende Insel Rügen) zusammen. In der Seeschlacht vor Rügen verlor die schwedische Marine im September 1712 einen Großteil ihrer Versorgungsflotte. Ihre Fähigkeit die eingeschlossenen Festungen über See zu versorgen wurde dadurch eingeschränkt. Die Festung Stettin fiel im folgenden Jahr (→Belagerung von Stettin), aber im Jahr 1714 kam es zu keinen größeren Operationen, da alle beteiligten Mächte ihre Aufmerksamkeit auf andere Kriegsschauplätze richteten. Im Jahr 1715 rückte die Eroberung der verbliebenen schwedischen Festungen an der deutschen Ostseeküste jedoch wieder in den Fokus. Die Operationen wurden von den Schweden eröffnet, die unter Führung ihres aus dem Osmanischen Reich zurückgekehrten Königs Karl XII. im Februar Wolgast zurückeroberten und am 22. April 1715 Usedom besetzten. Dies diente als eine Art bewaffneter Diplomatie tatsächlich lediglich dazu Preußen von einem direkten Kriegseintritt abzuhalten. Das Hauptaugenmerk seiner Kriegsanstrengungen gedachte Karl hingegen auf Russland und die östliche Ostsee zu richten.
Er hatte deshalb entschieden die schwedische Flotte aufzuteilen. Gegen Russland sollten daher 21 Linienschiffe und 5 Fregatten konzentriert werden, während zur Deckung der kleineren Operationen und der Nachschublinien an der deutschen Ostseeküste dort lediglich ein Verband von 4 Linienschiffen und 2 Fregatten unter dem Kommando des erst 26-jährigen Konteradmirals Hans Wachtmeister eingesetzt werden sollte. Wachtmeister lief Anfang April aus Karlskrona aus und konnte darauf rechnen, dass ihm später noch Verstärkungen aus Göteborg zugeführt würden. Sein Flaggschiff war das Linienschiff »Prinsessan Hedvig Sophia« (75). Er blieb bis dahin allerdings nicht passiv, sondern begann gegen die dänische Schifffahrt zu operieren. Die Schweden überfielen Orte auf Fehmarn (das Dänemark 1713 besetzt hatte) und konnten nahe Dornbusch ein kleineres dänisches Kriegsschiff (»Ørn«, 20 Kanonen) kapern. Das dänische Marineoberkommando stellte nach Bekanntwerden der Überfälle eine Flottille unter Konteradmiral Christian Carl Gabel zusammen, die am 17. April Kopenhagen verließ, um den schwedischen Verband zu stellen.
Während die Flotte im westlichen Ostseeraum kreuzen und nach der Flottille von Wachtmeister Ausschau halten sollte, erhielt Fregattenkapitän Peter Wessel (später als Tordenskiold bekannt) vom Oberkommando den Befehl, sich direkt in Richtung Fehmarn zu bewegen und diese Gewässer abzusuchen. Am 22. April entdeckte Wessel die schwedische Flotte vor Fehmarn. Er drehte sofort bei und informierte seine Vorgesetzten über Stärke und Anzahl der schwedischen Schiffe.

## Beteiligte Schiffe

### Dänisch-Norwegisches Geschwader
- Prinz Christian, 76 Kanonen, das Flaggschiff
- Prinz Carl, 54 Kanonen, Linienschiff
- Prinz Wilhelm, 54 Kanonen, Linienschiff
- Delmenhorst, 50 Kanonen, Linienschiff
- Fünen, 50 Kanonen, Linienschiff
- Island, 50 Kanonen, Linienschiff
- Laaland, 50 Kanonen, Linienschiff
- Høyenhald, 30 Kanonen, Fregatte
- Raa, 34 Kanonen, Fregatte
- Løvendals Galley, 18 Kanonen, Fregatte

### Schwedisches Geschwader
- Hedvig Sophia, 80 Kanonen, Linienschiff, das Flaggschiff
- Nordstjernan, 76 Kanonen, Linienschiff
- Södermanland, 56 Kanonen, Linienschiff
- Göteborg, 50 Kanonen, Linienschiff
- Vita Örn, 30 Kanonen, Fregatte
- Falken, 26 Kanonen, Fregatte

## Die Schlacht
Der Hergang der Schlacht ist vergleichsweise gut dokumentiert, da einige die Logbücher der beteiligten Schiffe und andere Dokumente bis hin zum Munitionsverbrauch erhalten geblieben sind.
Am Morgen des 24. April kamen beide Flotten in Sichtweite. Die Schweden standen leicht östlich von Fehmarn und die Dänen einige Seemeilen südlich der Schweden. Da zunächst eine Windstille herrschte, mussten beide Seiten ihre Ruderboote verwenden, um überhaupt zu manövrieren. Als gegen Mittag ein Wind aus Ost-Süd-Ost aufkam hatten die Dänen Gelegenheit an die schwedische Flotte heranzukommen, was bis 16 Uhr gelang. Obwohl Wachtmeister seine zahlenmäßige Unterlegenheit erkannt hatte, entschied er sich dazu die Schlacht anzunehmen. So formierten die Linienschiffe beider Seiten eine Kiellinie – wobei die Dänen die Luv-Position innehatten – und  begannen ein Feuergefecht. Die »Prinds Christian« (76), das Flaggschiff Konteradmiral Gabels kam so stark unter Beschuss, dass es die Linie bereits nach einer halben Stunde zeitweilig verlassen musste. Die Takelage war zerschossen worden und das Schiff hatte bereits drei Treffer unter der Wasserlinie erhalten, die nur notdürftig abgedichtet werden konnten. Wachtmeister versuchte dann um 18:15 Uhr zu kreuzen und die zwei letzten Schiffe der dänischen Linie abzuschneiden. Dies gelang jedoch nicht, da die dänischen Schiffe ihrerseits kreuzten und den Schweden somit auswichen. Kurze Zeit später um 19 Uhr versuchte Wachtmeister die dänische Linie noch einmal zu durchbrechen. Dabei wurde die schwedische »Södermanland« (56) schwer beschädigt (sie verlor den Vortopmast) und ihr Kapitän wurde getötet. Das Schiff fiel dadurch vollständig aus. Schließlich brach die Nacht heran und beendete das Gefecht um 21:30 Uhr.
Die zahlenmäßige Überlegenheit wirkte sich in doppelter Hinsicht aus. Zum einen waren sie in der Lage Lücken in ihrer Kiellinie, die entstanden wenn die Schiffe sich kurzzeitig zurückzogen, durch andere Schiffe (vorrangig Fregatten) zu füllen. Zum anderen konnten sie eine viel größere Anzahl Kanonen zur Wirkung bringen als ihre schwedischen Gegner. Allein die »Prinds Christian« (75) hatte im Verlauf der Schlacht 2251 Kanonenkugeln abgefeuert, obwohl sie sich zeitweilig aus der Linie zurückgezogen hatte. Wachtmeisters Versuche die dänische Linie zu durchbrechen mussten zudem dadurch behindert werden, dass er aus der Luv-Position heraus gegen den Wind kreuzen musste, um an seinen Gegner heranzukommen.
Die Schweden hatten hunderte Tote und Verwundete zu beklagen, außerdem war das Flaggschiff kaum noch manövrierfähig. Alle Schiffe hatten schwere Treffer erhalten, so dass Wachtmeister davon ausgehen musste, eine weitere Schlacht nicht gewinnen zu können. Auch die Munition für die Kanonen war weitgehend aufgebraucht.
Beide Flotten ankerten im Fehmarnbelt zwischen Fehmarn und Lolland, wobei die Dänen weiter östlich standen. Zunächst wehte der Wind aus Norden, was den Schweden keine Möglichkeit ließ in den Großen Belt einzulaufen. Als der Wind sich um Mitternacht drehte und nun aus Osten wehte, gab Wachtmeister den Befehl zum Aufbruch nach Norden. Angesichts der starken Strömung, wechselnder Winde und vor allem der Beschädigungen seiner Schiffe erwies es sich jedoch als nahezu unmöglich, um die Südspitze von Langeland herum zu navigieren. Wachtmeister war daher am Morgen des 25. April gezwungen seinen Kurs auf die holsteinische Küste zu ändern. Vor Bülk am Eingang der Kieler Förde liefen die schwedischen Schiffe auf Grund.
Wachtmeister wollte nun alle fünf Schiffe versenken, damit sie nicht in die Hände der dänischen Feinde fielen. Der schwedische Konteradmiral gab der Flotte den Befehl, allen Ballast sowie Munition und Kanonen abzuwerfen, um die Schiffe so weit wie möglich in Ufernähe zu bringen. Hier wollte er die Schiffe auf Grund laufen lassen und versenken. Wachtmeister selbst versenkte seinen Admiralsdegen, den er im Falle einer Kapitulation übergeben musste, in der Ostsee. Im Logbuch stehen dazu die Worte: „Nachdem du mir solches Unglück bereitet hast, sollst du weder von mir noch von jemand anderem getragen werden.“ Ein ähnlicher Degen wurde 2011 bei den archäologischen Untersuchungen in der Kieler Bucht gefunden. Ob es der Degen von Wachtmeister ist, kann nicht bewiesen werden.
Zuvor hatte Wachtmeister der Fregatte »Vita Örn« (30) den Befehl gegeben sich allein nach Schweden durchzuschlagen, da sie nicht nur schnell, sondern auch noch relativ gut in Stand war. Sie wurde jedoch von der dänischen »Løvendals Galley« (18) unter Kapitän Peter Wessel abgefangen und Koordination mit der »Raa« (34) verfolgt. Die schwedische Fregatte (bei der an Bord angeblich 150 sächsische Söldner meuterten) gab ihren Fluchtversuch daher auf und folgte dem schwedischen Verband nach Süden. Dadurch führte sie ihre dänischen Verfolger direkt zur aktuellen Position der beschädigten schwedischen Schiffe.
Kapitän Wessel nahm Kontakt zu Wachtmeister auf und ließ ihn wissen, dass die dänische Flotte auf dem Weg sei und wenn er nicht aufhören würde, seine Schiffe zu zerstören, man alle schwedischen Gefangenen erschießen würde. Wachtmeister gab nach und kapitulierte. Nachdem die dänische Flotte unter Konteradmiral Gabel eingetroffen war, wurde Wachtmeister auf dessen Flaggschiff gebracht. Entsprechend den zeitgenössischen Gepflogenheiten wurde er dort mit allem Respekt empfangen, sieben Salutschüsse wurden gefeuert und Gabel ersetzte Wachtmeisters verloren Degen mit seinem eigenen.

## Die Folgen

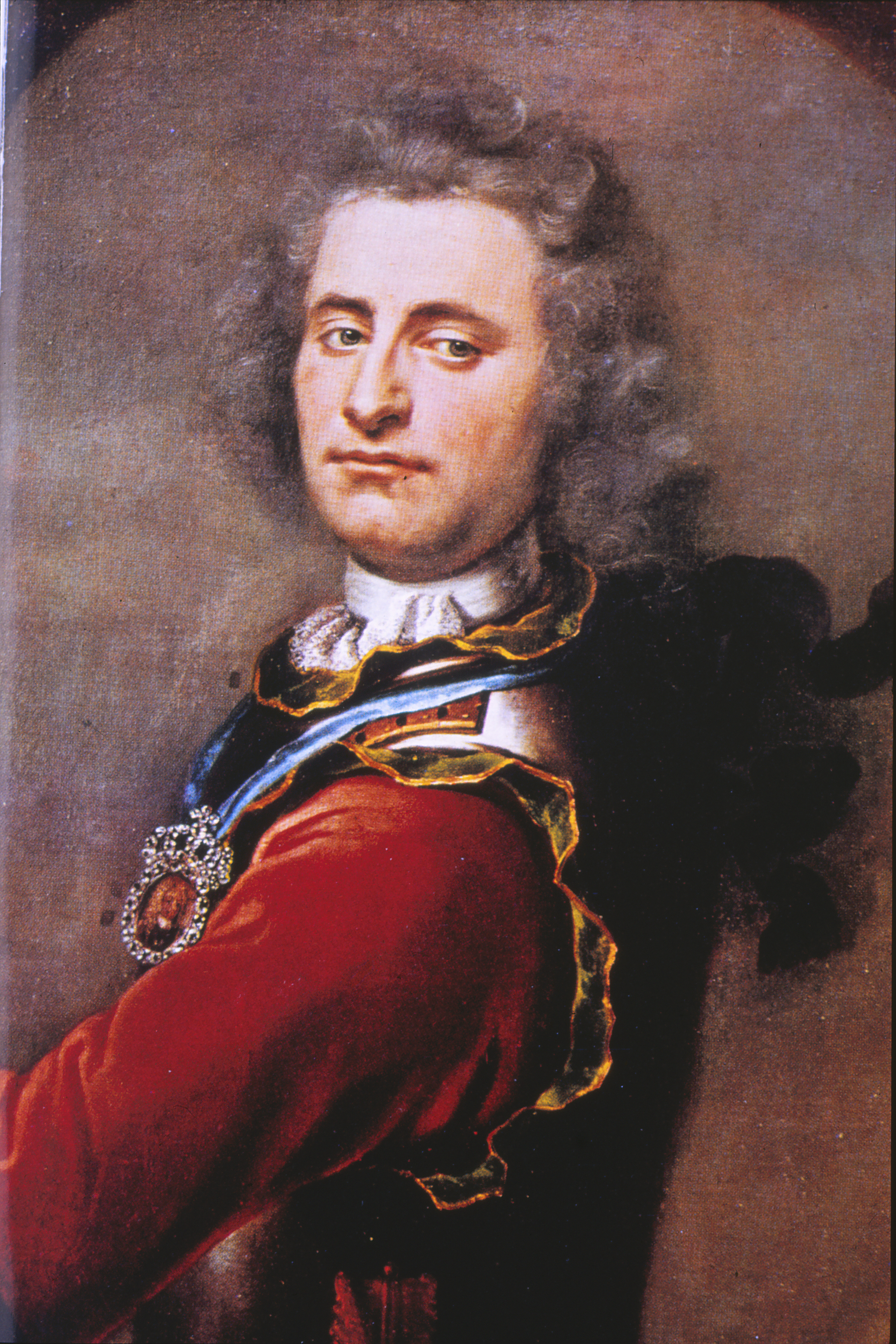
Peter Wessel

Die Dänen verloren in der Schlacht 65 Gefallene, 220 Verwundete, hatten aber keine Schiffsverluste. Die schwedischen Verluste können nur geschätzt werden. An Bord der »Hedvig Sophia« waren 28 Seeleute getötet und 58 verwundet worden. Die Dänen überführten weiterhin 1.875 Gefangene nach Rendsburg. Bis auf das schwedische Flaggschiff gelang es den Dänen alle gekaperten Schiffe wieder flott zu machen und in ihren Dienst zu stellen. Konteradmiral Gabel fühlte sich danach stark genug, um die dänische Flotte in der östlichen Ostsee (unter Admiral Peter Raben) mit drei Linienschiffen zu verstärken. Seine übrigen fünf Linienschiffe setzte er anschließend zur Blockade des schwedischen Hafens Göteborg ein.
Für seine Beteiligung an den Kämpfen erhielt Peter Wessel im Juni das Kommando über die Vita Örn. Der Schoutbynacht Christian Gabel wurde zum Vizeadmiral ernannt. Der schwedische Konteradmiral Wachtmeister verblieb in dänischer Gefangenschaft, durfte sich aber innerhalb der Landesgrenzen frei bewegen. Er schrieb wegen der verlorenen Seeschlacht an den schwedischen König ein Entschuldigungsschreiben. Als er aus der Gefangenschaft entlassen wurde, tat er in der schwedischen Kriegsmarine ohne Rangverlust weiter Dienst.
Die Dänen erlangten durch diesen Sieg endgültig die Vormachtstellung in diesem Teil der Ostsee.